# 작셀른
작센(Sachseln)은 스위스 옵발덴주의 마을이자 시정촌이다. 작센 마을 외에, 지자체에는 에디스리트(Edisried), 에빌(Ewil)과 플뤼엘리 란프트(Flüeli –Ranft)의 작은 마을이 포함된다.

## 역사
작센은 1173년에 작스즐렌(Saxhslen)으로 처음 언급되었다.

## 지리
작센의 면적은 2006년 기준으로 53.8k㎡이다. 이 면적 중 45.4%가 농업용으로 사용되고 39.4%가 산림이다. 나머지 토지 중 3.1%는 정착지(건물 또는 도로)이고 나머지(12.1%)는 비생산적(강, 빙하 또는 산)이다.
시정촌은 자르넨 호수에 있다. 작센 마을과 에디스리트(Edisried), 에빌 및 플뤼엘리 란프트(Flüeli-Ranft)의 작은 마을로 구성되어 있다.
스위스의 지리적 중심은 작센에 있다.

## 인구통계

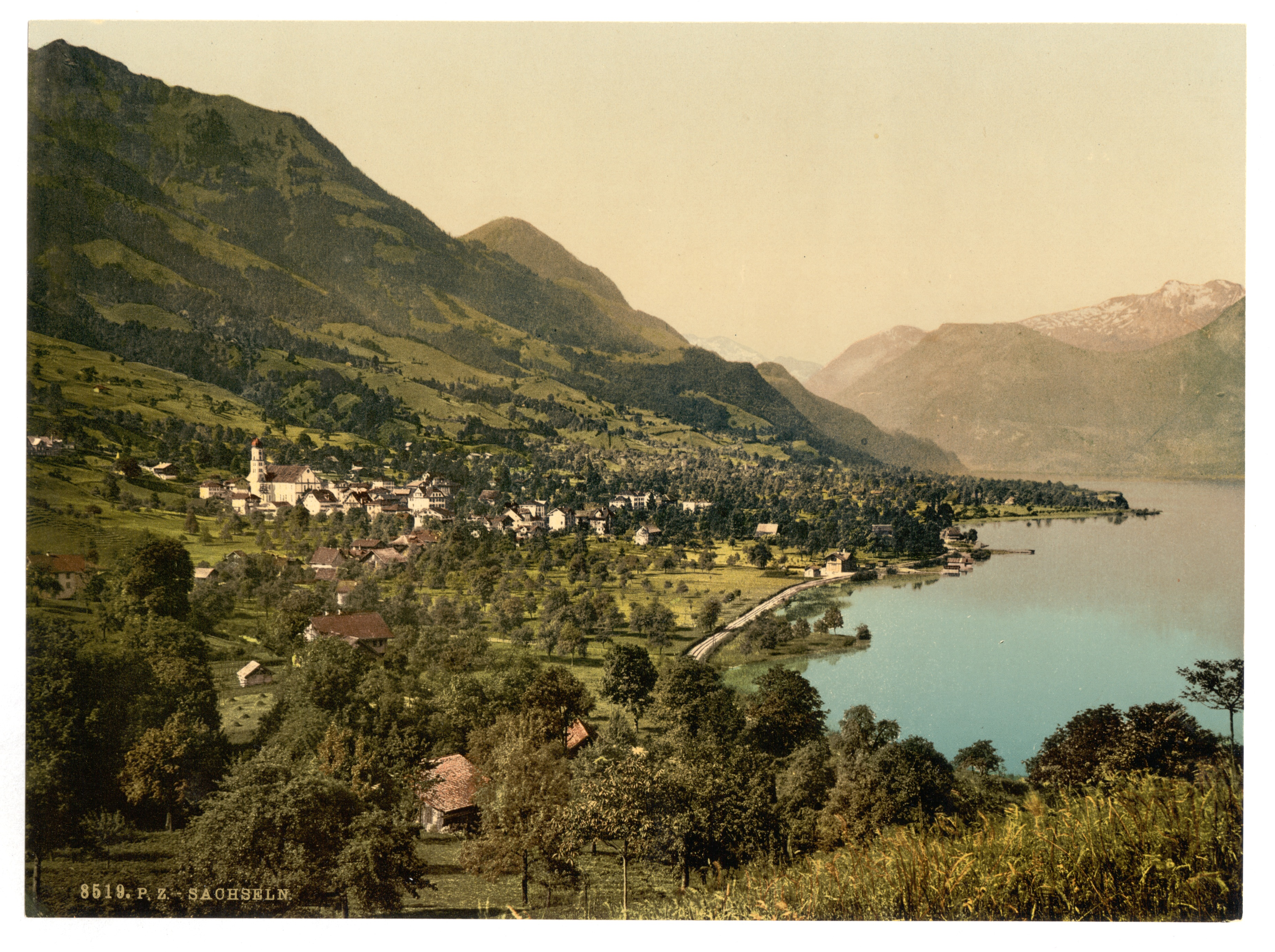
작센과 자르넨 호수, 1900년

작센의 인구(2020년 12월 31일 기준)는 5,145명이다. 2007년 기준으로 전체 인구의 13.4%가 외국인이다. 지난 10년 동안 인구는 8.7%의 비율로 증가했다. 대부분의 인구(2000년 기준)는 독일어(92.8%)를 사용하며 세르보-크로아티아어가 두 번째로 많이 사용(1.5%)되고 포르투갈어가 세 번째(1.1%)로 사용된다. 2000년 기준으로 인구의 성별 분포는 남성 49.6%, 여성 50.4%였다. 2000년 현재 1,417 가구인 반면, 2009년에는 총 2,104가구가 작센에 1,867가구, 플뤼엘리-란프트에 237가구가 있다.
2007년 연방 선거에서 가장 인기 있는 정당은 36.2%의 득표율을 기록한 CVP였다. 다음으로 가장 인기 있는 세 정당은 SVP (30.9%), 기타(19.9%) 및 SPS (13%)였다.
작센에서는 인구의 약 71%(25-64세)가 비필수 고등교육 또는 추가 고등교육(대학 또는 응용학문대학)을 완료했다.
2008년 현재 종교 인구 분포는 다음과 같다. 3,641명(78.8%)이 천주교 신자이고, 315명(6.8%)이 스위스 개혁교회에 속해 있다. 다른 교회(인구 조사에 등재되지 않음)에 속하거나 교회가 없는 664명의 개인(또는 인구의 약 14.37%)이 있다.
역사적 인구는 다음 표에 나와 있다.
| 년도 | 인구  |
| ---- | ----- |
| 1799 | 1,250 |
| 1837 | 1,358 |
| 1850 | 1,506 |
| 1880 | 1,701 |
| 1900 | 1,628 |
| 1950 | 2,423 |
| 1960 | 2,721 |
| 1970 | 3,059 |
| 1980 | 3,406 |
| 1990 | 3,690 |
| 2000 | 4,241 |
| 2007 | 4,542 |
| 2014 | 5,044 |

## 경제
작센의 실업률은 0.76%이다. 2005년 기준으로 1차 경제 부문에 251명이 고용되어 있으며 이 부문에 약 100개 기업이 참여하고 있다. 1,452명의 사람들이 2차 부문에 고용되어 있고 이 부문에 46개의 기업이 있다. 709명의 사람들이 3차 부문에 고용되어 있으며 이 부문에는 105개의 기업이 있다.
지방 자치 단체의 주요 고용주는 정밀 전기 모터 제조업체인 막손 모터이다. 이 회사는 에빌에 본사와 생산 공장을 두고 있다. 막손 모터의 작센 현장에는 총 1,150명의 직원이 근무하고 있다.

## 교통
작센은 마을 중심과 에빌의 작은 마을에 각각 위치한 작센역과 에빌 막손역으로 연결된다. 두 역 모두 브뤼닉선의 노선 상에 있으며 30분 간격으로 루체른 S-반 S5 서비스가 두 역에서 정차한다.

## 관광

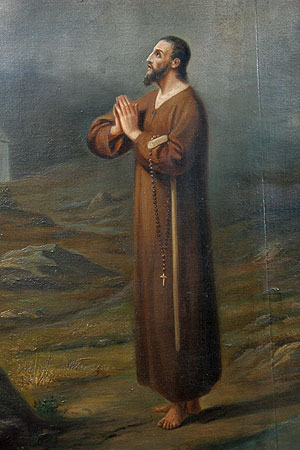
브루더 클라우스의 그림

작센의 주요 명소는 지역 성자 브루더 클라우스(출생지, 거주지, 박물관, Flüeli-Ranft), 순례 교회, 학교 건물 마틀리(Mattli), 스위스 지리적 중심인 엘기(Aelggi)이다.